# Atyphella costata
Atyphella costata là một loài bọ cánh cứng trong họ Đom đóm (Lampyridae). Loài này được Lea miêu tả khoa học năm 1921.